# Annika Walter
Annika Walter (* 5. Februar 1975 in Rostock) ist eine ehemalige deutsche Wasserspringerin.

## Sport
Sie war Jugendeuropa- und Jugendweltmeisterin 1991. Höhepunkt von Walters sportlicher Karriere war jedoch der Gewinn der Silbermedaille mit ihren Sprüngen vom 10-Meter-Turm bei den Olympischen Sommerspielen 1996 in Atlanta. Bei der Europameisterschaft 1997 erreichte sie ebenfalls den zweiten Platz. 1998 wurde sie unglückliche Vierte bei der Weltmeisterschaft in Perth. 2000 verletzte sich Annika Walter und verpasste die Nominierung zu den Olympischen Spielen. 2001 beendete Walter ihre Karriere nach der Weltmeisterschaft in Fukuoka. Dort belegte sie Platz 7.

## Sonstiges
1996 machte sie ihr Abitur an der CJD Jugenddorf-Christophorusschule Rostock.
Aufsehen erregten Walters Bilder für den Playboy in der Ausgabe Dezember 1996.
Im Jahr ihres olympischen Medaillengewinns 1996 wurde sie in das Ehrenbuch der Stadt Rostock eingetragen.
Nach Beendigung des Leistungssports betrieb Annika Walter das Café Kiwi in der Altstadt von Rostock. Sie ist von Juli 2007  verheiratet, lebt seit Oktober 2023 von ihrem Mann getrennt und schrieb einen Roman namens „Locationwechsel“. Annika Walter arbeitete von September 2010 bis August 2013 als Übungsleiterin beim Wasserspringerclub Rostock. Sie gab Kurse im Rahmen des Hochschulsports der Universität Rostock.
Im Jahr 2014 eröffnete Annika Walter ihr eigenes Kravayoga-Studio im Rostocker Stadtteil Reutershagen, das sie im November 2020 coronabedingt wieder schloss. 
Annika Walter ist Gesellschafterin der Firma Somtxt, die Daten mittels künstlicher Intelligenz analysiert und schrieb bis September 2024 eine Kolumne zum Thema künstliche Intelligenz. 
Ab Februar 2025 ist sie wieder als Trainerin im WSC Rostock e. V. tätig. 